# Taenia (Architektur)

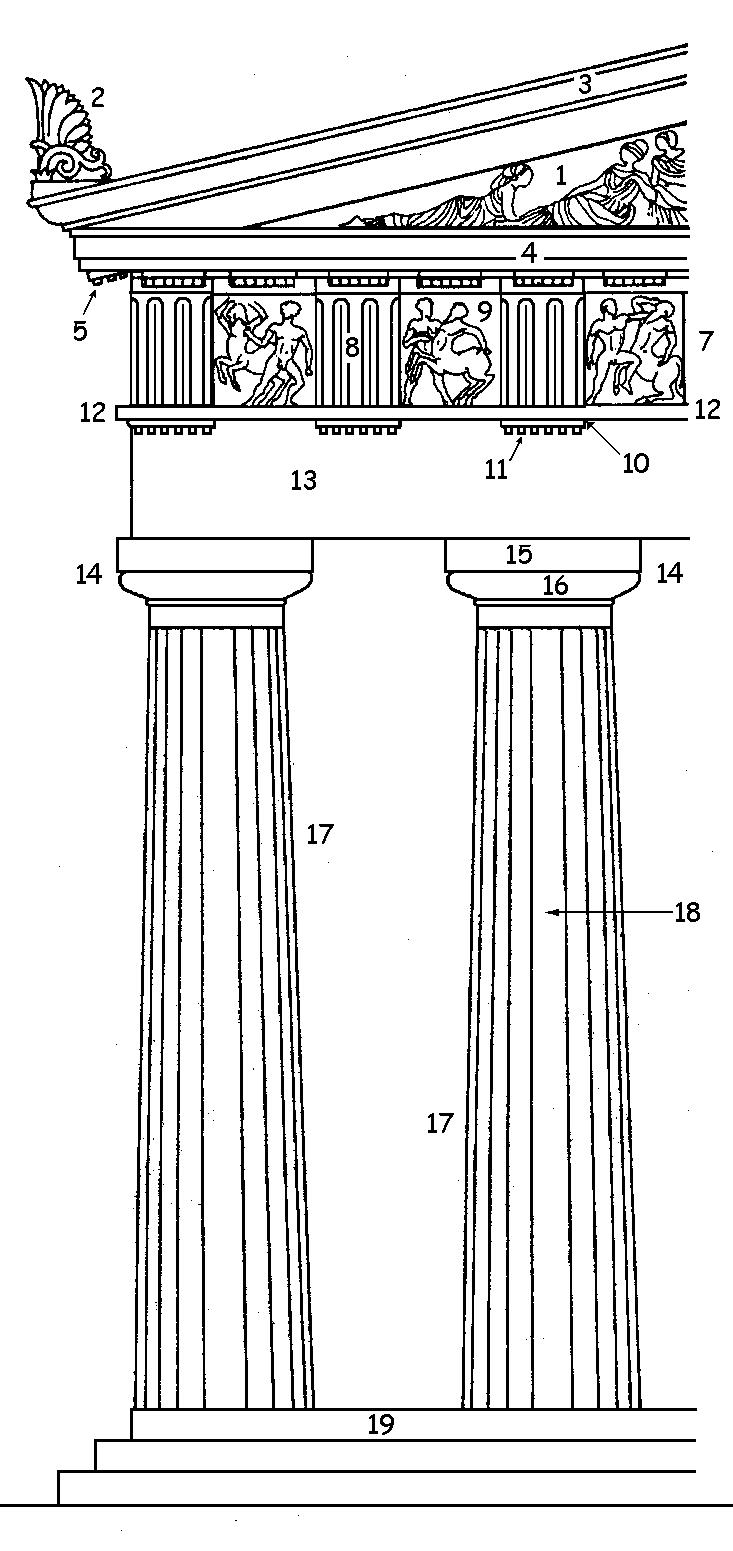
Dorische Ordnung, Ziffer 12 = Taenia

Unter Taenia (latinisiert von altgriechisch ταινία tainía „Binde“, „Band“) versteht man in der klassischen Architektur die vorspringende Leiste am Architrav (Epistyl) der dorischen Ordnung. Sie trennt den Architrav von dem über ihm liegenden Fries der Triglyphen und Metopen.

An der Unterseite der Taenia unterhalb der Triglyphen befinden sich die Regulae mit den Guttae.

Beispiele
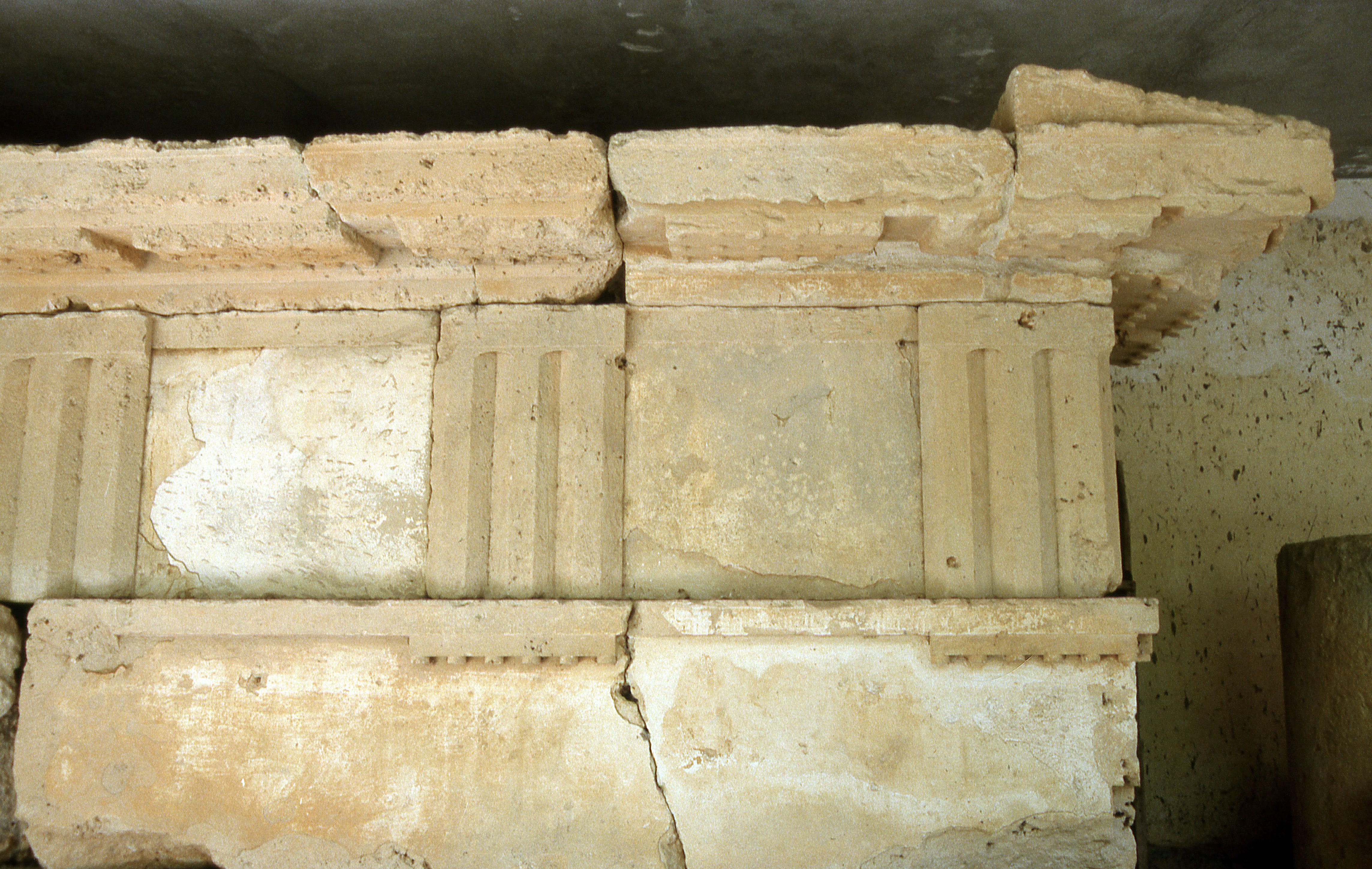
Dorischer Architrav im Museum von Oropos
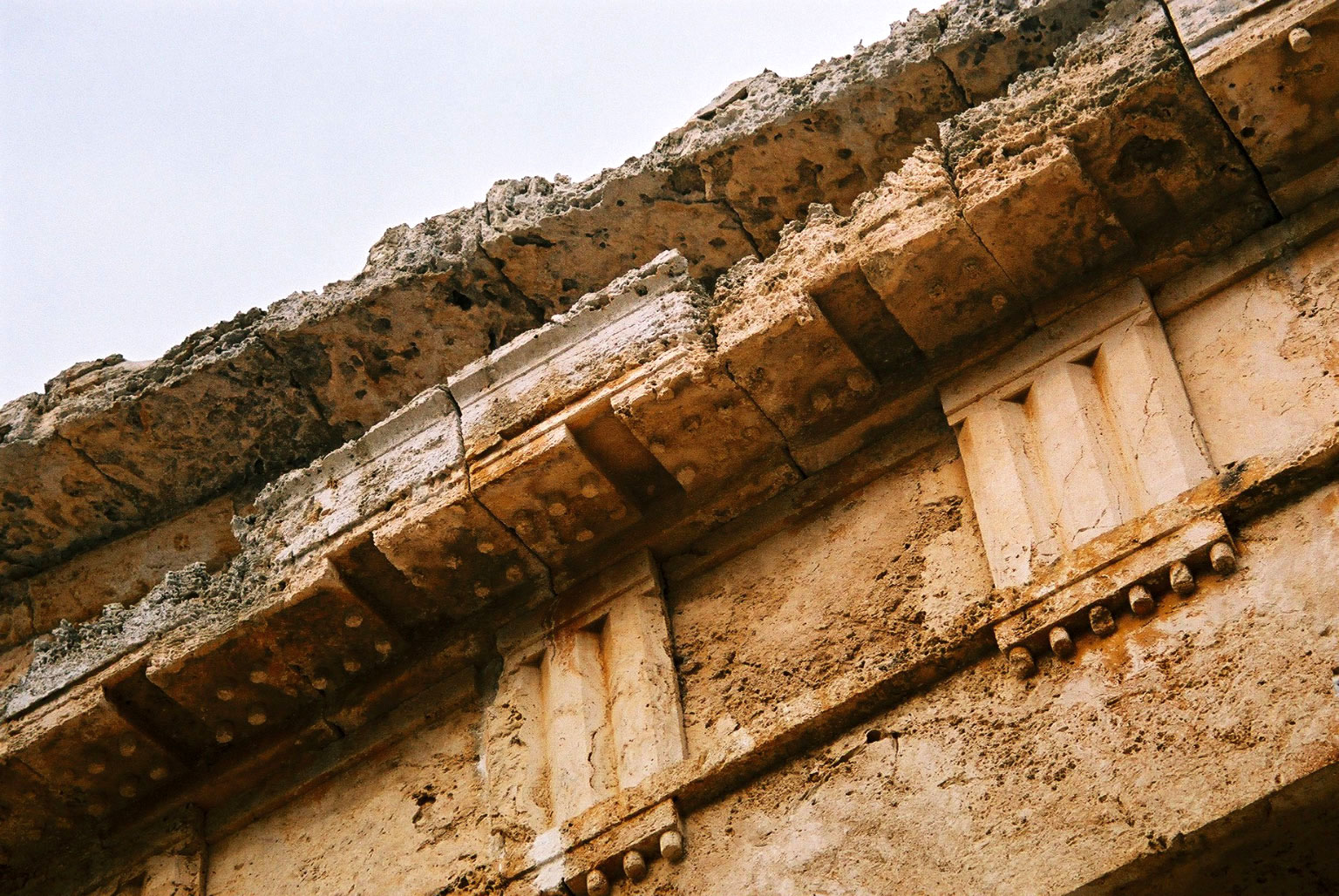
Detail des Gebälks am Tempel von Segesta
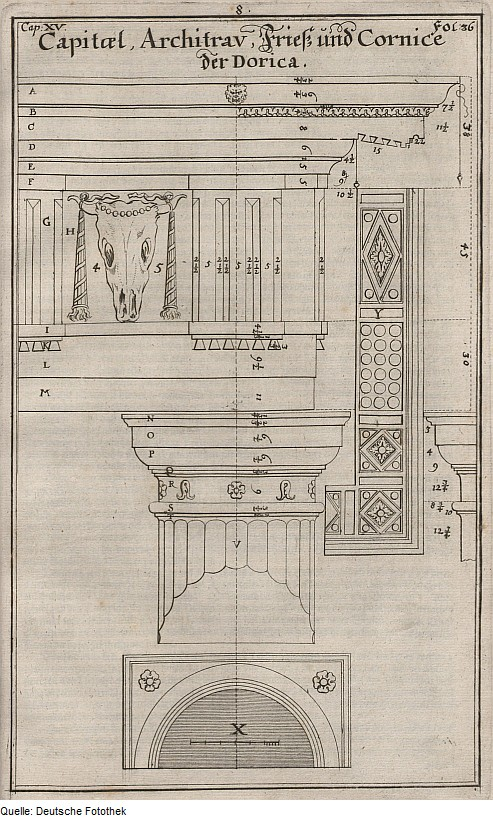
Dorische Ordnung, Lehrbuch von 1698 (Buchstabe ɪ = Taenia)